# ウルジバヤル・ドゥレンバヤル
ウルジバヤル・ドゥレンバヤル（Ulziibayar Duurenbayar 1994年1月31日- ）はモンゴルの柔道選手。階級は100kg超級。

## 人物
2010年と2012年のアジアジュニア100kg超級で優勝した。2013年にはアジアジュニアで3度目の優勝を飾るが、世界ジュニアでは2位だった。2014年のアジア大会では決勝で王子谷剛志に有効で破れるも、世界ジュニアでは優勝した。グランプリ・青島では決勝で原沢久喜に内股で敗れた。2016年のリオデジャネイロオリンピックには国内により活躍していたベテランのナイダン・ツブシンバヤルがいたために出場できなかったが、世界軍人選手権大会では優勝した。2017年にはグランドスラム・パリとアジア選手権で3位になった。2018年のグランプリ・フフホトでは決勝でナイダンに敗れた。アジア大会では決勝で韓国の金成民に技ありで敗れて2位だった。世界選手権ではモンゴル大統領のハルトマーギーン・バトトルガが観戦するなか、準々決勝でリオデジャネイロオリンピック銀メダリストの原沢久喜を背負投で破るも、準決勝でジョージアのグラム・ツシシビリに敗れるが、3位決定戦でリオデジャネイロオリンピック100㎏級金メダリストであるチェコのルカシュ・クルパレクを技ありで破って3位になった。

## 主な戦績
- 2010年 - アジアジュニア　優勝
- 2010年 - 世界ジュニア　7位
- 2012年 - アジアジュニア　優勝
- 2013年 - グランプリ・ウランバートル　3位
- 2013年 - 世界ジュニア　2位
- 2013年 - アジアジュニア　優勝
- 2014年 -　アジア大会　2位
- 2014年 - 世界ジュニア　優勝
- 2014年 - グランプリ・青島　2位
- 2015年 - グランプリ・ウランバートル　3位
- 2016年 - グランプリ・ウランバートル　2位
- 2016年 - グランプリ・青島　3位
- 2016年 - 世界軍人選手権大会　優勝
- 2017年 - グランドスラム・パリ 3位
- 2017年 -　アジア選手権　3位
- 2017年 - グランプリ・フフホト　2位
- 2017年 - ワールドマスターズ　7位
- 2018年 - グランプリ・フフホト　2位
- 2018年 -　アジア大会　2位
- 2018年 -　世界選手権　3位
- 2019年 - グランドスラム・デュッセルドルフ　3位
- 2019年 - アジアパシフィック柔道選手権　団体戦　3位
- 2021年 -　東京オリンピック混合団体　7位

(出典、JudoInside.com)